# Félicien Morel
Pour les articles homonymes, voir Morel.
Félicien Morel, né le 4 mars 1935 à Fribourg (originaire de Lentigny), est une personnalité politique suisse, membre du parti socialiste, puis fondateur du parti social-démocrate fribourgeois.
Il est conseiller national de décembre 1975 à novembre 1983 et conseiller d'État, à la tête de la Direction des finances, de 1981 à 1996.

## Biographie
En 1970, il devient conseiller communal à Belfaux, puis député au Grand Conseil en 1971.
Élu au Conseil national en octobre 1975 et réélu en 1979, il devient président en 1981 du groupe parlementaire socialiste.
En 1981, il est élu au Conseil d’État fribourgeois, où il prend la tête de la Direction des finances. Il est réélu en 1986 et 1991. Il quitte le gouvernement en 1996.
En 2003, il entre au Conseil de la fondation Nicole Niquille pour l’hôpital de Lukla (Népal), dont il devient le trésorier. Fervent alpiniste, il gravit l'Himalaya et fut considéré comme l'homme le plus âgé à escalader le sommet[réf. nécessaire].

## Sources
- Ressources relatives à la vie publique :   - Documents diplomatiques suisses 1848-1975
  - Parlement suisse
- Notices dans des dictionnaires ou encyclopédies généralistes :   - Base de données des élites suisses
  - Dictionnaire historique de la Suisse
- Notices d'autorité :   - VIAF
  - ISNI
  - GND
- Annuaire des autorités fédérales, annuaire du canton de Fribourg, archives de la Constituante et de l'Assemblée de l'agglomération, chronologie du canton de Fribourg.